# 骊山路
骊山路是中華人民共和國上海市普陀區一條南北走向道路，北起延長西路，南至中山北路，道路名稱來自於陝西骊山，全長850米，道路始建於1956年。道路周邊為宜川新村和泰山新村住宅。